# 아베 무아뉴

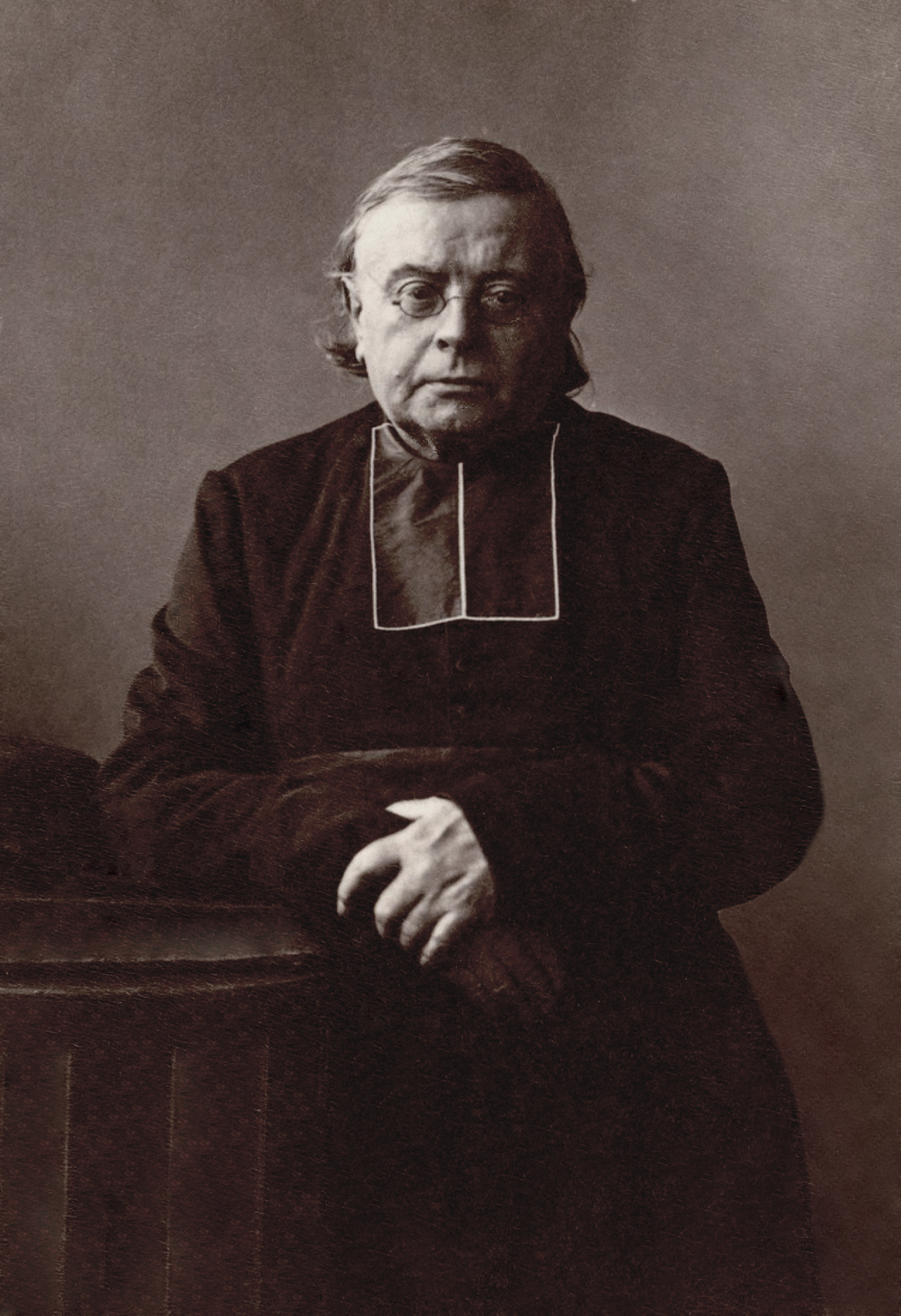
Abbé François-Napoléon-Marie Moigno

에베 모이뇨(François-Napoléon-Marie Moigno, 만년에는 Abbé Moigno, 1804년 4월 15일 – 1884년 7월 14일)로 알려졌으며, 물리학자와 저자에 더하여 프랑스 가톨릭 신부 그리고 한 때는 예수회 수사였다. 그는 자신을 Cauchy의 학생이라고 여겼다.

## 생애
Moigno는 1804년 4월 15일 Brittany의 Morbihan에 있는 Guémené-sur-Scorff에서 태어났다. 그는 Sainte-Anne-d'Auray의 예수회 대학에서 조기 교육을 받고 1822년 9월 2일에 Society of Jesus에서 [[수사 수련]을 시작하였다. 그는 Montrouge에서 신학을 연구하였고, 여가 시간에는 수학과 물리학에 파고 들었다.
그는 1830년 혁명이 발발하자, 예수회 동료들과 스위스의 Brieg로 향했다. 그곳에서 그는 히브리어와 아랍어를 포험한 여러 언어를 습득했다. 1836년에 그는 파리의 des Postes로의 Sainte-Geneviève 대학에서 수학 교수로 임명되었다. 여기서 그는 학자로서뿐만 아니라 설교자이자 작가로 알려지게 되었다. 그는 언론을 위해 수많은 기사를 썼다. 그는 [Cauchy]]의 방법에 기초한 그의 가장 유명한 논문 "Leçons de calcul différentiel et de calcul intégral"에 참여하였고, 1843년 예수회를 떠날 때 첫번째 책을 이미 출판하였다.
그 후 얼마 지나지 않아 그는 유럽을 여행하였고 "L'Epoque"이라는 저널에 수많은 편지를 보냈다. 그는 1848년부터 1851년까지 Lycée Louis-le-Grand의 목사로서 활동했다. 그는 1850년 "Presse"의 1851년에는 "Pays"의 과학 편집인이 되었으며 1852년에는 과학 저널 "Cosmos"를 창설하였다. 1862년에 그는 "Les Mondes"을 설립했고 Saint-Germain-des-Prés의 성직자와 관련되었다. 1873년에 그는 Basilica of Saint-Denis의 공주 성직자 성당의 참사회원으로 임명되었다. 그는 1884년 7월 14일 그곳에서 사망하였다.

## 출판물
Moigno는 독창적인 탐구자라기보다는 다작인 작가였고 과학의 해설자였다. 그는 또한 과학에 관한 많은 영어 및 이탈리아 회고록을 프랑스어로 번역했으며, "Actualités scientifiques"를 편집했다..
그의 출판물은 다음과 같다:
- "Répertoire d'optique moderne" (Paris, 1847-50);
- "Traité de télégraphie électrique" (Paris, 1849);
- "Leçons de mécanique analytique" (Paris, 1868);
- "Saccharimétrie" (Paris, 1869);
- "Optique moléculaire" (Paris, 1873);
- "Les splendeurs de la foi" (Paris, 1879–83);
- "Les livres saints et la science" (Paris, 1884), 등.,

그리고 "Comptes Rendus", "Revue Scientifique", "Cosmos" 등에 수많은 기사를 썼다